# Língua ramoaaina
Ramoaaina (Ramuaina) é uma língua Oceânica falada por cerca de 10 mil pessoas nas Ilhas do Duque de Iorque de Nova Irlanda.

## Fonologia
Sons Ramoaaina :
|             |             | Labial | Alveolar | Velar |
| ----------- | ----------- | ------ | -------- | ----- |
| Plosive     | surda       | p      | t        | k     |
| Plosive     | sonora      | b      | d        | g     |
| Fricativa   | Fricativa   |        | (s)      |       |
| Rótica      | Rótica      |        | r        |       |
| Lateral     | Lateral     |        | l        |       |
| Nasal       | Nasal       | m      | n        | ŋ     |
| Aproximante | Aproximante | w      |          |       |

/s/ é usada principalmente em palavras estrangeiras.
|         | Anterior | Central | Posterior |
| ------- | -------- | ------- | --------- |
| Fechada | i        |         | u         |
| Medial  | e        | ɘ       | o         |
| Aberta  |          | a       |           |